# 水上浩介
水上 浩介（みずかみ こうすけ、1981年9月3日 - ）は、日本の作曲家、編曲家。音楽理論学士。
情報番組やゲームの劇伴音楽を手がけるほか、全音楽譜出版社から刊行されている『王様のピアノ』シリーズ等の楽譜集では、唱歌や映画音楽の編曲も数多く行っている。著書に『キャラ和声』がある。CO-music（シーオー・ミュージック）所属。

## 人物・来歴
出生地は東京都渋谷区。シンガポール人の父と日本人の母との間に生まれ、幼少期はシンガポールのYMCAに通っていた。英語名はThaddeus。
国立音楽大学作曲科卒業。在学中は作曲をトーマス・マイヤー＝フィービッヒ、和声法を小河原美子、対位法を山口博史、管弦楽法を中島良史、指揮法および楽式論を夏田昌和の各氏に師事した。
好きな作曲家に菅野よう子、ドビュッシー、スティーヴィー・ワンダーなどを挙げている。

## 主な作品

### 楽曲提供
アーティスト
- 神田沙也加
  - 「虹色の夏」（作詞・作曲・編曲） / ゲーム『ライザのアトリエ 〜常闇の女王と秘密の隠れ家〜』主題歌[注釈 1]

- 琴音
  - 「Hands」（作曲・編曲） / ゲーム『ライザのアトリエ2 〜失われた伝承と秘密の妖精〜』主題歌[注釈 2]

- Celeina Ann
  - 「I SHI KU RE」（作曲・編曲） / ゲーム『バディミッション BOND』オープニングテーマ
  - 「Meteorite」（作曲・編曲） / ゲーム『バディミッション BOND』エンディングテーマ

- reche
  - 「あの夏の隠れ家」（作曲・編曲） / ゲーム『ライザのアトリエ3 〜終わりの錬金術士と秘密の鍵〜』主題歌[注釈 3]
  - 「最果てへ」（作曲・編曲） / ゲーム『レスレリアーナのアトリエ 〜忘れられた錬金術と極夜の解放者〜』主題歌

声優
- のぐちゆり
  - 「あたしだけのなにか」（作詞・作曲・編曲） / テレビアニメ『ライザのアトリエ〜常闇の女王と秘密の隠れ家〜』劇中歌[注釈 4]

- 3 Majesty＆X.I.P
  - 「Let’s make a miracle」（作曲・編曲） / 映画『劇場版ときめきレストラン☆☆☆ MIRACLE6』主題歌

### 情報番組・ニュース
- フジテレビ系列
  - 「FNNスーパーニュース」（1998年-2015年）
  - 「情報プレゼンター とくダネ!」（1999年-2021年）
  - 「すぽると!」（2001年-）
  - 「ノンストップ!」（2012年-）
  - 「FNN Live News α」（2019年-）

- 日本テレビ系列
  - 「NEWS ZERO」（2006年-）
  - 「ZIP!」（2011年-）

### ゲーム
2014年
- 真・三國無双7 Empires
- 戦国無双 Chronicle 3

2015年
- 戦国無双4-II
- ONE PIECE 海賊無双3
- 戦国無双4 Empires
- アンジェリーク ルトゥール

2016年
- デッド オア アライブ エクストリーム3 フォーチュン（サックス）
- デッド オア アライブ エクストリーム ヴィーナス バケーション（ヴォーカル）
- ドラゴンクエストヒーローズII 双子の王と予言の終わり（効果音）
- ベルセルク無双
- 金色のコルダ４

2017年
- ファイアーエムブレム無双
- リディー&スールのアトリエ 〜不思議な絵画の錬金術士〜

2018年
- 戦国無双 〜真田丸〜
- 無双OROCHI3

2019年
- ライザのアトリエ 〜常闇の女王と秘密の隠れ家〜

2020年
- ライザのアトリエ2 〜失われた伝承と秘密の妖精〜

2021年
- バディミッション BOND

2023年
- ライザのアトリエ3 〜終わりの錬金術士と秘密の鍵〜
- Winning Post 10

2024年
- レスレリアーナのアトリエ 〜忘れられた錬金術と極夜の解放者〜

2025年
- 時空の絵旅人

### ピアノアレンジ

#### ＜民謡・童謡・唱歌＞
- 「故郷」（岡野 貞一）
- 「赤とんぼ」（山田 耕筰）
- 「朧月夜」（岡野 貞一）
- 「紅葉」（岡野 貞一）
- 「この道」（山田 耕筰）
- 「ちいさい秋みつけた」（中田 喜直）
- 「早春賦」（中田 章）
- 「からたちの花」（山田 耕筰）
- 「浜辺の歌」（成田 為三）
- 「冬景色」（不詳）
- 「椰子の実」（大中 寅二）
- 「夕焼け小焼け」（草川 信）
- 「七つの子」（本居 長世）
- 「さくらさくら」（不詳）
- 「仰げば尊し」（不詳）
- 「蛍の光」（不詳）
- 「庭の千草」（不詳）
- 「そりすべり」（Leroy Anderson）
- 「Happy Birthday to You」（M.J.ヒル P.S.ヒル ）
- 「クリスマスの12日」（不詳）
- 「The Christmas song」（M. Torme R. Wells）
- 「ジングルベル」（James Pierpont）

#### ＜クラシック＞
- 「エリーゼのために」（ベートーヴェン）
- 「家路」（ドヴォルザーク）
- 「交響曲第6番《田園》 第1楽章」（ベートーヴェン）
- 「小犬のワルツ」（ショパン）
- 「アヴェ・マリア」（シューベルト）
- 「プロムナード」（ムソルグスキー）
- 「組曲《惑星》より 木星」（ホルスト）
- 「愛の挨拶」（エルガー）
- 「タイスの瞑想曲」（ジュール・マスネ）

#### ＜映画音楽＞
- 「雨にぬれても」（バート・バカラック）
- 「美女と野獣」（アラン・メンケン）
- 「二人でお茶を」（ヴィンセント・ユーマンス）
- 「夢はひそかに」（マーク・デイヴィッド、ジェリー・リヴィングストン、アル・ホフマン）
- 「Oh Happy Day」（エドウィン・ホーキンズ）
- 「Stand Alone」（久石譲）
- 「過去と現在」（モリコーネ）
- 「愛のテーマ」（エンニオ・モリコーネ、アンドレア・モリコーネ）
- 「いつか王子様が」（フランク・チャーチル）
- 「ニュー・シネマ・パラダイス」（エンニオ・モリコーネ、アンドレア・モリコーネ）
- 「虹の彼方に」（ハロルド・アーレン）
- 「ムーン・リバー」（ヘンリー・マンシーニ）
- 「星に願いを」（リー・ハーライン）
- 「A Whole New World」（アラン・メンケン）
- 「ホワイト・クリスマス」（ヴィンセント・ユーマンス）
- 「想い出を川に」（GRUSIN DAVE）
- 「SHE」（シャルル・アルズナヴール）
- 「Part of your World」（アラン・メンケン）
- 「Go the Distance」（アラン・メンケン）
- 「Nella Fantasia」（エンニオ・モリコーネ）
- 「ヴォカリーズ」（ラフマニノフ）
- 「右から2番目の星」（カーン・サミー・フェイン・サミー）

#### ＜賛美歌・ゴスペル＞
- 「まきびと羊を」（不詳）
- 「あら野の果てに」（不詳）
- 「神の御子は今宵しも」（John Francis Wade）
- 「オー・ホーリー・ナイト」（Adolphe-Charles Adam）
- 「Amazing Grace」（不詳）
- 「もろびとこぞりて」（ローウェル・メイスン）
- 「ひいらぎかざろう」（不詳）

#### ＜ミュージカル＞
- 「愛した日々に悔いはない」（マーヴィイン・ハムリッシュ）
- 「Seasons of Love」（ジョナサン・ラーソン）

#### ＜ポップス＞
- 「You Raise Me Up」（ロルフ・ラヴランド）
- 「イン・ザ・ムード」（ジョセフ・ガーランド）
- 「Smile」（チャールズ・チャップリン）
- 「恋」（星野源）
- 「未来予想図Ⅱ」（吉田美和）

#### ＜TV番組BGM＞
- 「The Song of Life」（鳥山雄司）

### 楽譜
2011年
- 『絶対ハズさない！心に届く聴かせる名曲』

2013年
- 『サヨナラの代わりにピアノで奏でたい　涙の名曲　第2版』
- 『大切なあなたに贈りたい　愛の名曲』

2014年
- 『旅立つキミに贈りたい 感動の名曲　第2版』

2015年
- 『王様のピアノ　日本のうた』

2016年
- 『王様のピアノ　クラシック』
- 『王様のピアノ　BGM　3』
- 『王様のピアノ　ドラマティック』
- 『王様のピアノ　ベスト・オブ・メロディーズ[連弾]』

2017年
- 『王様のピアノ　ＮＨＫテーマ・セレクション』
- 『王様のピアノ　グレート・メロディーズ　2』
- 『王様のピアノ【初・中級】BGM』
- 『王様のピアノ【初・中級】映画・ミュージカル』

2018年
- 『王様のピアノ　ラブ・バラード』
- 『王様のピアノ　クラシックin JAZZ』
- 『王様のピアノ【初・中級】 クラシック』
- 『【初・中級】王様のピアノ   映画・ミュージカル[連弾]』
- 『【初・中級】王様のピアノ   クリスマス[連弾]』
- 『【初・中級】王様のピアノ   グレート・メロディーズ』
- 『ヴァイオリンで奏でる愛のメロディー』
- 『フルートで奏でる愛のメロディー』
- 『アルトサックスで奏でる愛のメロディー』

2019年
- 『【初・中級】王様のピアノ   グレート・メロディーズ[連弾]』
- 『コンサートにも使える　おしゃれなクリスマス名曲集 第3版』

2020年
- 『おめでとうと一緒にピアノで奏でたい　笑顔の名曲　第2版』
- 『頑張るあなたに贈りたい　癒やしの名曲　第2版

2021年
- 『王様のピアノ　JAZZ　第2版』

2022年
- 『【初･中級】王様のピアノ　クリスマス　第2版』
- 『輝く夜に奏でたい　聖夜の名曲　第4版』
- 『「なんか弾いて」と言われた時にサラッと弾きたいこの名曲！〈しっとり編〉第3版』
- 『「なんか弾いて」と言われた時にサラッと弾きたいこの名曲！〈うるうる編〉第3版』

2023年
- 『王様のピアノ　BGM　1　第3版』
- 『王様のピアノ　ノスタルジー　第2版』
- 『王様のピアノ　映画･ミュージカル　第3版』
- 『「なんか弾いて」と言われた時にサラッと弾きたいこの名曲！やすらぎ編』

2024年
- 『王様のピアノ　クリスマス　第4版』
- 『｢なんか弾いて｣と言われた時にサラッと弾きたいこの名曲！〈華やか編〉　第4版』

2025年
- 『王様のピアノ　グレート･メロディーズ　1　第2版』

### 書籍
- 水上浩介『キャラ和声』全音楽譜出版社、2014年7月。ISBN 978-4-11-810198-9。NCID BB16068365。[注釈 5]

### 室内楽
- サクソフォンカルテットJG
  - 「いつかまた会う日まで」（アルバム『genic 1』収録）
  - 「The Celestial Hierarchy」（アルバム『genic 2 漆』収録）

### 舞台
- 「魔法使いの約束 - オーケストラ音楽祭」オーケストレーション
- 「加山雄三with大友直人 シンフォニック・ガラ・コンサート ~加山雄三&東京文化会館45周年の祝典~」オーケストレーション
- 「金色のコルダステラコンサート」にて「ロマンス第2番」オーケストレーション

### 出演
- 『バディミッション BOND METEOLIVE』（2022年2月27日）- ゲーム「バディミッション BOND」の楽曲を、バンド＆ブラスの生演奏で披露したオンラインライブ。ゲーム内BGM作曲者として、楽曲解説を行った[14]。